# 2005년 야구 월드컵
2005년 야구 월드컵(2005 Baseball World Cup)은 2005년 9월 2일부터 9월 17일까지 개최된 36번째 아마추어 야구 월드컵이다. 네덜란드에서 결승전이 개최되었다. 쿠바와 대한민국이 결승전을 진행하였다. 대한민국은 준우승을 기록했다.